# Delta del río Yangtsé

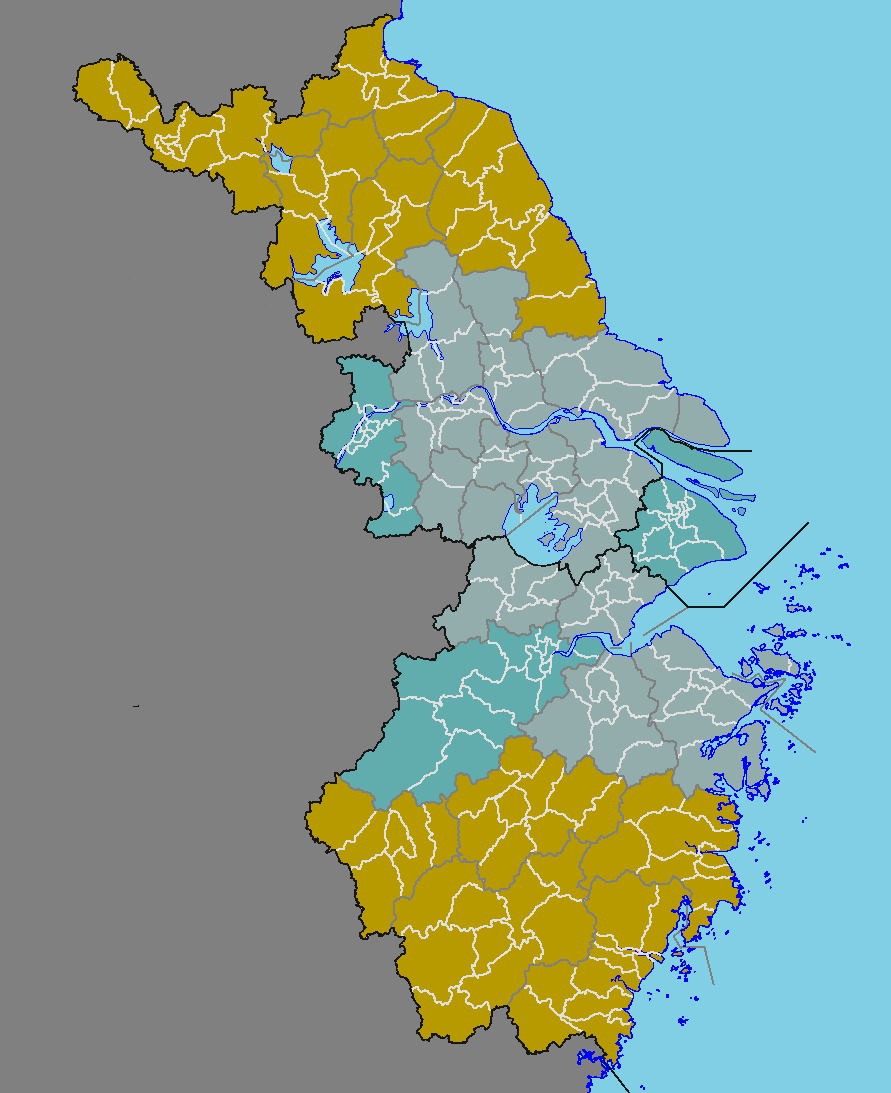
Delta del río Yangtze.

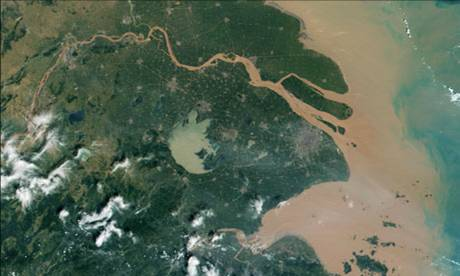
Zona económica del Delta del Río Yangtsé

El delta del río Yangtsé o delta del Yangtsé (también llamado en chino delta Chang Jiang o (en chino tradicional, 長江三角洲; en chino simplificado, 长江三角洲; pinyin, Cháng Jiāng Sānjiǎozhōu) es una denominación usada generalmente para referirse al territorio de la República Popular de China situado en torno al delta geográfico del río Yangtsé en el mar de China Oriental, de forma triangular, que está delimitado por Shanghái, la provincia sureña de Jiangsu y la provincia norteña de Zhejiang. El área está situada en el corazón de la región tradicionalmente llamada Jiangnan (literalmente, «sur del Yangtsé»).
La región está densamente poblada y muy urbanizada, y, durante mucho tiempo, ha desempeñado un papel importante en la historia de China. La ciudad de Nankín fue en varias ocasiones la capital china. Hoy es un gran centro de la economía china con la región de Hong Kong, Cantón y Pekín. Desde la década de 1990, la región ha experimentado un rápido desarrollo económico, lo que ha hecho de esta zona la zona portuaria más activa del mundo.

## Extensión
En tanto que región económica, el delta del río Yangtsé incluye al menos las siguientes ciudades principales:
- núcleos urbanos: Shanghái, Nankín, Hangzhou, Suzhou y Ningbo;

- Provincia de Jiangsu: Suzhou (Incluidos los centros urbanos a nivel de condado de Changshu, Taicang, Kunshan y Zhangjiagang), Wuxi (incluidos los centros urbanos a nivel de condado de Yixing y Jiangyin), Nantong (incluidos los núcleos urbanos a nivel de condado de Qidongy Tongzhou), Changzhou, Zhenjiang (incluido el centro urbano a nivel de condado de Danyang), Yangzhou y Taizhou;

- Provincia de Zhejiang: centros urbanos a nivel de condado de Hangzhou de Jiande, Fuyang and Lin'an; Ningbo (incluido el centro urbano a nivel de condado de Cixi), Shaoxing, Jiaxing, Huzhou, Zhoushan, Taizhou y Jinhua (incluido el centro urbano de Yiwu);

- Además, los distritos de Shanghái de Minhang, Jinshan, Jiading y Pudong, aunque nominalmente "distritos", son todos de nivel municipal en la administración (Pudong es subprovincial), y todos tienen de facto sistemas independientes de planificación urbana.

| Imagen | Ciudad    | Hanyu Pinyin | Chino      | Población  | Notas |
| ------ | --------- | ------------ | ---------- | ---------- | --- |
|        | Shanghái  | Shànghǎi     | 上海       | 19 210 000 | La ciudad más populosa de China y una de las mayores áreas metropolitanas del mundo, con más de 20 millones de personas. Situada en la costa, en la desembocadura del río Yangtsé, la ciudad es administrada como una municipalidad de la República Popular de China con el status de nivel provincial. |
|        | Nankín    | Nánjīng      | 南京       | 7 413 000  | Capital de la provincia de Jiangsu, y una ciudad con un lugar destacado en la historia y cultura chinas. Nankín (literalmente, «capital del sur») fue la capital de China durante varios períodos históricos y está considerada como una de las Cuatro Grandes Capitales Antiguas de China. Nankín fue la capital de la República de China (ROC) antes de la guerra civil china. Nankín es también una de las quince ciudades subprovinciales de la estructura administrativa de la República Popular de China , dotada de autonomía jurisdiccional y económica sólo ligeramente menor que el de una provincia. |
|        | Hangzhou  | Hángzhōu     | 杭州       | 6 776 400  | Es una ciudad subprovincial ubicada en el delta del río Yangtsé, y la capital de la provincia de Zhejiang. Ubicada a 180 kilómetros al suroeste de Shanghái, en 2004 toda la Región de Hangzhou ("shì", 杭州市) o ciudad a nivel de prefectura tiene una población registrada de 6,4 millones de personas. |
|        | Suzhou    | Sūzhōu       | 苏州/ 蘇州 | 6 073 000  | Es una ciudad en el curso bajo del río Yangtsé y en las orillas del lago Taihu, en la provincia de Jiangsu. La ciudad es famosa por sus hermosos puentes de piedra, pagodas y jardines meticulosamente diseñados que han contribuido a su condición de gran atractivo turístico. |
|        | Ningbo    | Níngbō       | 宁波/ 寧波 | 5 681 000  | Es un puerto marítimo en una status administrativo subprovincial. La ciudad tiene una población de 2.182.000 y está situada en el noreste de la provincia de Zhejiang. Situada al sur de la bahía de Hangzhou, y frente al mar de China Oriental, al este, Ningbo bordea con Shaoxing al oeste y con Taizhou, al sur, y está separada de Zhoushan por un estrecho cuerpo de agua. |
|        | Nantong   | Nántōng      | 南通       | 7 737 900  | Es una ciudad-prefectura en la provincia de Jiangsu. Situada en la orilla norte del río Yangtsé, cerca de la desembocadura del río, Nantong es un puerto fluvial vital que limita, al norte, con Yancheng; al oeste, con Taizhou; al sur, cruzando el río, con Suzhou; y, al este, con el mar de China Oriental. |
|        | Wuxi      | Wúxī         | 无锡/ 無錫 | 4 471 900  | Una ciudad antigua en la provincia de Jiangsu. Dividida en dos mitades por el lago Taihu, Wuxi limita al oeste con Changzhou y, al este, con Suzhou. La mitad norte se ve a través de Taizhou al norte, sobre el río Yangtsé, mientras que la mitad sur también limita con la provincia de Zhejiang, al sur. Debido a su reciente desarrollo, Wuxi se ha dado en llamar la "pequeña Shanghai". |
|        | Changzhou | Chángzhōu    | 常州       | 3 489 000  | una ciudad del de nivel de prefectura del sur de la provincia de Jiangsu. También era conocido como Yanling, Lanling, Jinling, y anteriormente Wujin. Situada en la orilla sur del río Yangtze, Changzhou limita, al oeste, con la capital provincial de Nankín; al noroeste, con Zhenjiang; al este, con Wuxi; y, al sur, con la provincia de Zhejiang. |
|        | Zhoushan  | Zhōushān     | 舟山       | 969 145    | Anteriormente transcrito como Chusan, es una ciudad de nivel de prefectura del noreste de la provincia de Zhejiang. La única ciudad de nivel de prefectura que consiste únicamente en islas, se encuentra a través de la boca de la bahía de Hangzhou y está separada del continente por un estrecho cuerpo de agua. |
|        | Jiaxing   | Jiāxīng      | 嘉兴/ 嘉興 | 3 355 500  | Es una ciudad de nivel de prefectura del norte de la provincia de Zhejiang. Localizada en el Gran Canal de China, Jiaxing bordea con Hangzhou hacia el suroeste, con Huzhou al oeste, al noreste de Shanghái, y la provincia de Jiangsu, al norte. |
|        | Zhenjiang | Zhènjiāng    | 镇江/ 鎮江 | 2 672 100  | Una vez conocida como Jingjiang (京 江, Wade-Giles Chingkiang) o Jingkou (京口 Wade-Giles Chingk'ou), Zhenjiang es hoy un importante centro de transporte debido a su ubicación cerca de la intersección del río Yangtsé y el Gran Canal. |
|        | Huzhou    | Húzhōu       | 湖州       | 2 570 000  | una ciudad de nivel de prefectura en el norte de la provincia de Zhejiang. Situada al sur del lago Tai, limita al este con Jiaxing, con Hangzhou, al sur, y con las provincias de Anhui y Jiangsu, al oeste y norte, respectivamente. |
|        | Shaoxing  | Shàoxīng     | 绍兴/ 紹興 | 4,347,200  | Una ciudad de nivel de prefectura en el noreste de la provincia de Zhejiang. Situada en la orilla sur de la desembocadura del río Qiantang, limita al este con Ningbo; al sureste, con Taizhou; al suroeste, con Jinhua; y, al oeste, con Hangzhou. |